# Anapodoton
Ein Anapodoton (altgriechisch ἀναπόδοτον anapódoton, deutsch ‚dasjenige, dem eine Apodosis fehlt‘, also der Folgesatz in einem konditionalen Satz; Plural Anapodota), auch Anantapodoton (altgriechisch ἀνανταπόδοτον anantapódoton), ist ein elliptisches rhetorisches Stilmittel, das eine Spezialform des Anakoluths darstellt; beide beinhalten, dass ein Gedanke unterbrochen oder nicht vollständig ausgedrückt wird. Es handelt sich um eine unvollständige Satzkonstruktion, die aus einem Subjekt oder einem Ergänzungsteil besteht, jedoch ohne das notwendige Objekt. Der alleinstehende Nebensatz suggeriert oder impliziert einen Hauptsatz, der jedoch tatsächlich fehlt.
Als bewusst eingesetztes rhetorisches Mittel wird es häufig in festen Wendungen verwendet, bei denen die vollständige Form allgemein bekannt ist und deren explizite Nennung unnötig wäre – zum Beispiel „Wenn in Rom...“ (statt „Wenn du in Rom bist, handle wie die Römer“).
Anapodota sind besonders häufig im klassischen Chinesisch sowie in davon beeinflussten Sprachen wie Koreanisch und Japanisch anzutreffen, wo lange literarische Phrasen oft auf ihre Bedingung verkürzt werden. Ein Beispiel ist Zhuangzis Ausdruck „Ein Frosch im Brunnen kann sich den Ozean nicht vorstellen“ (井鼃不可以語於海者拘於虛也), der bedeutet, dass Menschen mit begrenzter Erfahrung eine eingeschränkte Weltsicht haben. Dieser Ausdruck wird oft verkürzt zu „Ein Frosch im Brunnen“ (Chinesisch: 井底之蛙, Koreanisch: 우물 안 개구리, Japanisch: 井の中の蛙).